# 軍艦島 (電影)
《軍艦島》（韓語：군함도）是一部2017年上映的韓國戰爭片，由電影《辣手警探》的導演柳承完執導，本片描述二战末期1944年11月的朝鲜日治時期，在日本長崎縣端島（俗稱軍艦島）內被日軍強制徵用的400餘名朝鲜半島百姓試圖逃離該島改變命運的故事。2016年6月開拍，於2016年12月22日結束長達六個月的拍攝。
本片是柳承完導演繼《不當交易》與《辣手警探》後，第三次與黃晸玟合作。

## 故事大綱
二次大戰後期，日治朝鮮京城（今首爾）的一家酒店樂隊團長李姜宇（黃晸玟飾）為了女兒（金秀安飾）有較好的生活，帶著女兒及樂隊成員前往日本馬關，殊不知是受朋友詐騙。本以為只是在日本繼續表演音樂，但卻被送到長崎縣的端島（俗稱軍艦島）1,000米地底下當煤礦奴隸。同樣受騙到此的，還有本是鐘路械鬥王的流氓崔七星（蘇志燮飾）、慰安婦吳莫妍（李貞賢飾）。
在中國陝西受美軍軍訓的韓國光復軍，得知韓國民族主義領袖尹學哲（李璟榮飾），被日軍拘捕並安置在端島工作，故派出情報官朴武英（宋仲基 飾）潛入端島營救尹學哲。但朴武英發現尹學哲不但不是民族主義者，還被日本人攏絡，並詐騙及奪取朝鮮礦工的血汗錢。尹學哲東窗事發後，居然跟日本貪官勾結，想要殺死所有朝鮮礦工。朴武英、李姜宇、崔七星、吳莫妍等作出了決定，與貪官搏命，帶領島上的400多名絕望的朝鮮礦工一起逃離端島，重獲自由。

## 演出陣容

### 主要演員
| 演員   | 角色         | 介紹                                                                                             |
| 黃晸玟 | 李姜宇       | 受聘於日本人服務的朝鮮樂團團長，為了讓女兒素姫能有較好生活而被騙到島上。                         |
| 蘇志燮 | 崔七星       | 鐘路惡霸打手，內心卻有著純真的一面。                                                             |
| 宋仲基 | 朴武英       | 韓國光復軍情報軍官，為了拯救尹學哲離開而潛入島上。後發現尹學哲的真面目。                         |
| 李貞賢 | 吳莫妍(台譯) | 被帶到島上的朝鲜慰安婦，性格強悍。後與崔七星產生情愫。                                           |
| 金秀安 | 李昭熙       | 李姜宇的女兒，能歌善舞的小女孩，來到端島後於所長處所工作。                                       |
| 金元海 | 酒店經理     | 受聘於朝鮮·半島酒店，本來與李姜宇及其樂團於同一地方共事。                                        |
| 李璟榮 | 尹学哲       | 朴武英需要拯救的目標。表面上是朝鮮人在端島的領導，實際上卻串通日本人剝削朝鮮人奴役賺來的血汗錢。 |
| 鄭滿植 | 杉山         | 把李姜宇及其樂團誘騙到端島的人。                                                                 |

## 政府反應

### 日本
時任日本内阁官房长官菅义伟：「這部電影是導演基於自己創作的故事而拍攝的，不是一部反映史實的紀錄電影。」 
同時，日本官方強調《軍艦島》是電影創作而非紀錄片，與史實大相逕庭。

### 
韓國官方則認定此片從客觀角度出發，記錄下當時的歷史。

### 中华人民共和国
央視在2017年7月28日的新聞報導中，針對《軍艦島》的電影背景、演出人員、觀眾反應等做出深層的分析報導。央視不只分析《軍艦島》的劇情，還將日本與德國對於二戰的態度進行比較，批評日本不懂得反省二戰時犯下的錯誤。此外，中國官媒新華網在一篇社論中更強烈要求日本政府應該公開在軍艦島犯下的罪行。

## 票房
本片首日票房1.8億韓圓，破紀錄，截至2017年9月24日为止，累計659万觀影人次。

台灣方面，首週三天票房為新台幣2000萬元；最終全台票房為新台幣6917萬元。

## 外部連結
- NAVER電影 （页面存档备份，存于）
- 開眼電影網 （页面存档备份，存于）